# Județ de Teleorman
Teleorman est un județ de Roumanie en Munténie. Son chef-lieu est Alexandria.

## Liste des villes
Le județ compte trois municipalités, deux villes et 93 communes.

### Municipalités
(population en 2007)
- Alexandria (50 847)
- Roșiorii de Vede (31 255)
- Turnu Măgurele (29 768)

### Villes
(population en 2007)
- Videle (11 735)
- Zimnicea (15 366)

## Historique
Le județ de Teleorman est attesté au XVe siècle sur les anciennes cartes de la Valachie (une des deux Principautés danubiennes). Son nom vient de la rivière homonyme. Pour celle-ci, deux étymologies ont été proposées :
- il pourrait venir des épaisses forêts inondables de son bassin (aujourd'hui en grande partie disparues), où plusieurs armées ottomanes tentant de soumettre la Principauté de Valachie s'étaient fait piéger au XIVe siècle, d'où le nom turc de deli orman : « forêt de fous » ou « forêt folle »;
- il pourrait provenir du turc deli koman, « forêt des Coumans », ces derniers ayant dominé la Valachie au XIIIe siècle[3].

Le județ de Teleorman fut une subdivision administrative de la Valachie de 1330 à 1859, de la Principauté de Roumanie de 1859 à 1881, du Royaume de Roumanie de 1881 à 1948, puis de la République « populaire » roumaine de 1949 à 1952. Entre 1952 et 1975 le județ cessa d'exister, le régime communiste ayant remplacé les județe par des régions plus grandes. En 1975, le județ est rétabli dans ses limites actuelles (très proches des précédentes) par la République socialiste de Roumanie (1968 à 1989), et c'est, depuis 1990, une subdivision territoriale de la Roumanie. Comme toute la Roumanie, le territoire du județ a subi les régimes dictatoriaux carliste, fasciste et communiste de février 1938 à décembre 1989, mais connaît à nouveau la démocratie depuis 1990. Initialement il était gouverné par un jude (à la fois préfet et juge suprême) nommé par les hospodars de Valachie, puis par un prefect choisi par le premier ministre et nommé par le roi jusqu'en 1947, puis par le secrétaire général județean (départemental) de la section locale du Parti communiste roumain, choisi par le Comité central, et enfin, depuis 1990, à nouveau par un prefect assisté d'un président du conseil județean (départemental) élu par les conseillers, eux-mêmes élus par les électeurs.

## Géographie
Le județ de Teleorman fait partie du Burnas, partie centrale de la plaine valaque qui longe la rive nord du bas-Danube, limite méridionale du județ. Le județ est bordé à l'ouest par celui d'Olt, au nord par ceux celui de l'Argeș et de Dâmbovița, à l'est par celui de Giurgiu.

## Politique
| Parti | Parti                        | Sièges |
| ----- | ---------------------------- | ------ |
|       | Parti national libéral (PNL) | 17     |
|       | Parti social-démocrate (PSD) | 15     |